# Roman über ein Verbrechen

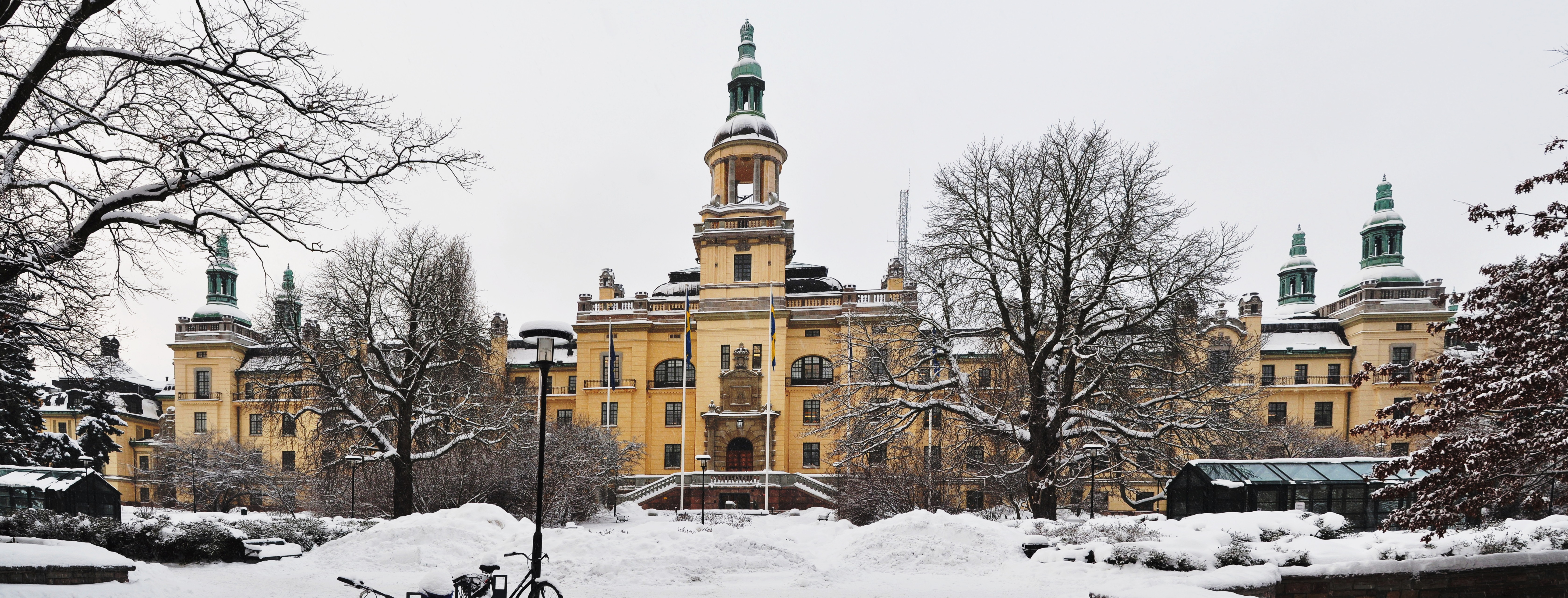
Sitz der Ermittler in den meisten Romanen: das alte Stockholmer Polizeihauptquartier auf Kungsholmen

Wappen der schwedischen Reichspolizeileitung (Rikspolisstyrelsen)

Roman über ein Verbrechen (schwedisch Roman om ett brott) ist eine zwischen 1965 und 1975 erschienene Roman-Dekalogie des schwedischen Autorenpaars Maj Sjöwall und Per Wahlöö. Die Serie war ein weltweiter Erfolg und wurde mehrfach verfilmt. Als grundlegende Neuerung im Kriminalroman gilt die realistische Darstellung der Ermittlertätigkeit als Zusammenspiel vieler Beteiligter. Bis dahin dominierte die Figur des genialen Einzelermittlers das Genre, so zum Beispiel Sherlock Holmes, Hercule Poirot oder Lord Peter Wimsey. 
Hauptfigur der Reihe ist der Polizist Martin Beck, der zunächst Erster Kriminalassistent, dann Kriminalkommissar, später Chef der landesweiten schwedischen Mordkommission (riksmordkommissionen) ist.

## Zielsetzung
Während in den ersten Bänden noch die Figur des Martin Beck weitgehend im Vordergrund steht, rücken mit späteren Bänden seine Mitarbeiter immer mehr in den Fokus. Gleichzeitig zeigt sich im Verlauf der Reihe immer deutlicher Sjöwalls und Wahlöös Anspruch, scharfe Kritik an den Zuständen in den Behörden und dem schwedischen Staat unter Tage Erlander und Olof Palme zu üben, gespiegelt durch die Arbeit der schwedischen Polizei.
Die beiden Autoren waren Marxisten und nahmen sich für ihre Romane die Polizeikrimis von Ed McBain zum Vorbild, von denen Per Wahlöö einige ins Schwedische übersetzt hatte, um ihre kapitalismuskritische Sichtweise mittels der Unterhaltungsliteratur einer breiten Schicht zugänglich zu machen:

„Die Grundidee besteht darin, in einem langen Roman von rund 3000 Seiten (...) einen Längsschnitt durch eine Gesellschaft mit einer bestimmten Struktur darzustellen und Kriminalität als eine soziale Funktion und ihr Verhältnis zur Gesellschaft wie zu den verschiedenen, diese Gesellschaft umgebenden moralischen Lebensformen zu analysieren.“

Mit „Verbrechen“ im Titel Roman über ein Verbrechen ist die kapitalistische Gesellschaftsform als Verbrechen des schwedischen Staates an der Arbeiterklasse gemeint. Dieser Titel wurde im schwedischen Original von Anfang an verwendet, im Deutschen jedoch erst bei einer späteren Neuveröffentlichung aller zehn Bände in einer Kassette durch Rowohlt.

## Veröffentlichung
Roman über ein Verbrechen war von vornherein auf zehn Bände angelegt, die zwischen 1965 und 1975 im schwedischen Norstedts-Verlag erschienen und mehrmals neu aufgelegt wurden.
In Deutschland erschienen die Romane ab 1968 als Taschenbücher in der Reihe rororo thriller im Rowohlt Verlag in Übersetzung durch Eckehard Schultz (fünf Bände), Johannes Carstensen (zwei Bände), Hans-Joachim Maass (zwei Bände) und Dagmar-Renate Jenich (ein Band). Eine ungekürzte Lizenzausgabe erschien ab 1973 im DDR-Verlag Volk und Welt. Hier wählte man für zwei Bände abweichend von den Titeln bei Rowohlt eine wörtliche Übertragung des schwedischen Originaltitels. Der zum Teil in Budapest spielende Band Der Mann, der sich in Luft auflöste erschien in der DDR als letztes Buch der Reihe 1988 in einem Doppelband, der Einzelband folgte 1989.

### Deutsche Neuübersetzung
Im Herbst 2008 erschien bei Rowohlt eine Neuübersetzung der gesamten Reihe durch drei verschiedene Übersetzer, die in der Presse für gemischtes Echo sorgte:

„Die Schultz’schen Übersetzungen [konnten] die sprachliche Eigenart des Originals wesentlich getreuer nachahmen als die neuen, denen eine enttäuschende Tendenz zur Verflachung gemeinsam ist. In der Sjöwall/Wahlöö’schen Prosa finden sich sehr detailreiche, auch mal umständliche Satzstrukturen, die mit einer präzisen, stark rhythmisierten Form der Dialogführung kontrastiert werden. All dies wird in den neuen Übertragungen umstandslos geglättet, eingeebnet und in ein Standard-Krimideutsch gebracht.“

## Übersicht Bände und Titel
| Nr. | VÖ   | Originaltitel                       | Deutscher Titel                     | VÖ BRD | Übersetzung ins Deutsche | Titel der DDR-Lizenzausgabe         | VÖ DDR | Wörtliche Übersetzung des Originaltitels |
| --- | ---- | ----------------------------------- | ----------------------------------- | ------ | ------------------------ | ----------------------------------- | ------ | ---------------------------------------- |
| 1   | 1965 | Roseanna                            | Die Tote im Götakanal               | 1968   | Johannes Carstensen      | Die Tote im Götakanal               | 1981   | Roseanna                                 |
| 2   | 1966 | Mannen som gick upp i rök           | Der Mann, der sich in Luft auflöste | 1969   | Johannes Carstensen      | Der Mann, der sich in Luft auflöste | 1988   | Der Mann, der in Rauch aufging           |
| 3   | 1967 | Mannen på balkongen                 | Der Mann auf dem Balkon             | 1970   | Dagmar-Renate Jenich     | Der Mann auf dem Balkon             | 1983   | Der Mann auf dem Balkon                  |
| 4   | 1968 | Den skrattande polisen              | Endstation für neun                 | 1971   | Eckehard Schultz         | Der lachende Polizist               | 1973   | Der lachende Polizist                    |
| 5   | 1969 | Brandbilen som försvann             | Alarm in Sköldgatan                 | 1972   | Eckehard Schultz         | Alarm in der Sköldgatan             | 1984   | Das Feuerwehrauto, das verschwand        |
| 6   | 1970 | Polis, polis, potatismos!           | Und die Großen läßt man laufen      | 1972   | Hans-Joachim Maass       | Und die Großen läßt man laufen      | 1988   | Polizei, Polizei, Kartoffelbrei!         |
| 7   | 1971 | Den vedervärdige mannen från Säffle | Das Ekel aus Säffle                 | 1973   | Eckehard Schultz         | Das Ekel aus Säffle                 | 1980   | Der widerwärtige Mann aus Säffle         |
| 8   | 1972 | Det slutna rummet                   | Verschlossen und verriegelt         | 1975   | Hans-Joachim Maass       | Der verschlossene Raum              | 1977   | Der verschlossene Raum                   |
| 9   | 1974 | Polismördaren                       | Der Polizistenmörder                | 1976   | Eckehard Schultz         | Der Polizistenmörder                | 1985   | Der Polizistenmörder                     |
| 10  | 1975 | Terroristerna                       | Die Terroristen                     | 1977   | Eckehard Schultz         | Die Terroristen                     | 1986   | Die Terroristen                          |

### Inhalt der Romane
- Die Tote im Götakanal
 Im Göta-Kanal wird die Leiche einer vergewaltigten und erwürgten Frau gefunden. Ihre Identität und der eigentliche Tatort sind nicht bekannt. Kommissar Beck und seine Kollegen ermitteln, dass die Frau auf einem Touristendampfer mitgefahren ist. Durch die Auswertung von Fotos und Schmalfilmen von Mitreisenden wird ein Passagier des Dampfers tatverdächtig. Mit einer Polizistin als Lockvogel wird der Verdächtige überführt.

- Der Mann, der sich in Luft auflöste
 Ein schwedischer Journalist scheint in Budapest spurlos verschwunden zu sein. Das schwedische Außenministerium bittet die Stockholmer Polizei um Hilfe. Martin Beck fährt nach Budapest. Dort erhält er, nach anfänglichen Widerständen der Behörden, Hilfe durch einen ungarischen Polizisten, kann den Journalisten aber nicht finden. Am Ende fährt Beck nach Schweden zurück, wo sich herausstellt, dass der Journalist gar nicht nach Ungarn gereist, sondern vor seiner Abreise von einem Kollegen erschlagen worden ist.

- Der Mann auf dem Balkon
 Im heißen Sommer 1967 geschehen in Stockholm mehrere Morde an Kindern. Die Polizei ermittelt erfolglos. Schließlich hilft ihr ein Zufall: Nachdem sich Martin Beck an eine telefonische Beschwerde einer älteren Dame über ihren Kinder beobachtenden Nachbarn erinnert hat, wird nach hartnäckigen Ermittlungen die Anruferin ausfindig gemacht. Ihr Hinweis führt in die Wohnung des Mörders und schließlich zu dessen Festnahme.

- Endstation für neun
 Kurz vor der Endstation werden in einem Stockholmer Linienbus der Fahrer und alle acht Fahrgäste mit einer Maschinenpistole erschossen, darunter der Kriminalbeamte Stenström. In einer mühseligen Ermittlung stellt sich heraus, dass sich Stenström mit einem lange zurückliegenden Mord befasste und kurz vor der Lösung dieses Falles stand. Aufgrund seiner Recherchen können Martin Beck und seine Kollegen den früheren Mord und das Attentat im Bus aufklären.

- Alarm in Sköldgatan
 Der Roman beginnt mit einer Gasexplosion in einem Mietshaus. Gunvald Larsson wird zum Helden, als er die meisten Bewohner aus den Flammen rettet. Wie die Ermittlungen zunächst ergeben, hat der hier von Larsson observierte Rauschgifthändler anscheinend Selbstmord durch Gasvergiftung begangen. Doch bald stellt sich heraus, dass das Gas durch einen in der Matratze des Toten versteckten Brandsatz zur Explosion gebracht wurde. Der Täter erweist sich schließlich als Profikiller.

- Und die Großen läßt man laufen
 Konzernchef Viktor Palmgren isst in Malmö mit Geschäftsfreunden im Hotel Savoy zu Abend, als ein Mann in den Speisesaal tritt, Palmgren erschießt und den Raum durch ein offenes Fenster wieder verlässt. Ein ehemaliger Angestellter Palmgrens, der durch ihn Arbeit, Wohnung und Familie verloren hat, wird als Täter ermittelt. Die Polizei findet zudem heraus, dass Palmgren sein Geld mit illegalen Waffengeschäften verdient hat.

- Das Ekel aus Säffle
 Der schwer kranke Polizeioffizier Stig Nyman aus Säffle wird in seinem Krankenzimmer in der Klinik brutal ermordet. Kommissar Beck versucht herauszufinden, ob das Motiv Rache für eine von Nyman vorgenommene Verhaftung sein könnte. Die Polizisten gehen alten Beschwerden über Nyman nach und überführen schließlich einen ehemaligen Kollegen, dessen Frau im diabetischen Koma von Nyman als betrunken angesehen wurde und in der Ausnüchterungszelle starb.

- Verschlossen und verriegelt
 Ein Frührentner hat sich scheinbar in seiner von innen verschlossenen Wohnung erschossen, doch hat man keine Waffe bei ihm gefunden. Zugleich wird der Kleinkriminelle Mauritzon festgenommen, der des Bankraubs verdächtigt wird. Den Raub hat aber Mauritzons frühere Freundin mit dessen Waffe begangen. Martin Beck ermittelt, dass der „Selbstmörder“ Mauritzon erpresst hat und von diesem durch ein offenes Fenster erschossen worden ist. Da die Beweise nicht ausreichen, wird Mauritzon wegen des von ihm begangenen Mordes freigesprochen, aber für den nicht von ihm begangenen Bankraub mit lebenslanger Haft bestraft.

- Der Polizistenmörder
 Im Dorf Anderslöv wird eine Frau vermisst. Da der überführte Sexualmörder Bengtsson aus Die Tote im Götakanal ihr Nachbar ist, gilt dieser als Hauptverdächtiger. Die Leiche der Frau wird gefunden und Bengtsson verhaftet. Zur gleichen Zeit sind zwei jugendliche Diebe auf der Flucht. Bei einer Schießerei wird einer von beiden von der Polizei erschossen, während kurz darauf auch einer der Polizisten stirbt (wenn auch an einem Wespenstich). Martin Beck ermittelt, dass die Tote einen unbekannten Liebhaber hatte, und der flüchtige Jugendliche stiehlt zufällig dessen Auto, wodurch dem Mann der Mord nachgewiesen werden kann.

- Die Terroristen
 Auf einen amerikanischen Senator soll bei dessen Staatsbesuch ein Terroranschlag verübt werden. Beck und seine Kollegen gehen davon aus, dass der Anschlag auf einem Platz, den der Konvoi passieren muss, verübt werden wird, vermutlich als Bombenattentat. Den Terroristen gelingt es, die Bombe zu platzieren, aber sie werden beim Zeitpunkt des Auslösens der Zündung durch eine verzögerte Fernsehberichterstattung getäuscht. Am Schluss geschieht doch noch ein Attentat: Der schwedische Regierungschef wird von einer jungen Frau ermordet, die ihn als für ihr persönliches Unglück Verantwortlichen ansieht.

## Schauplätze

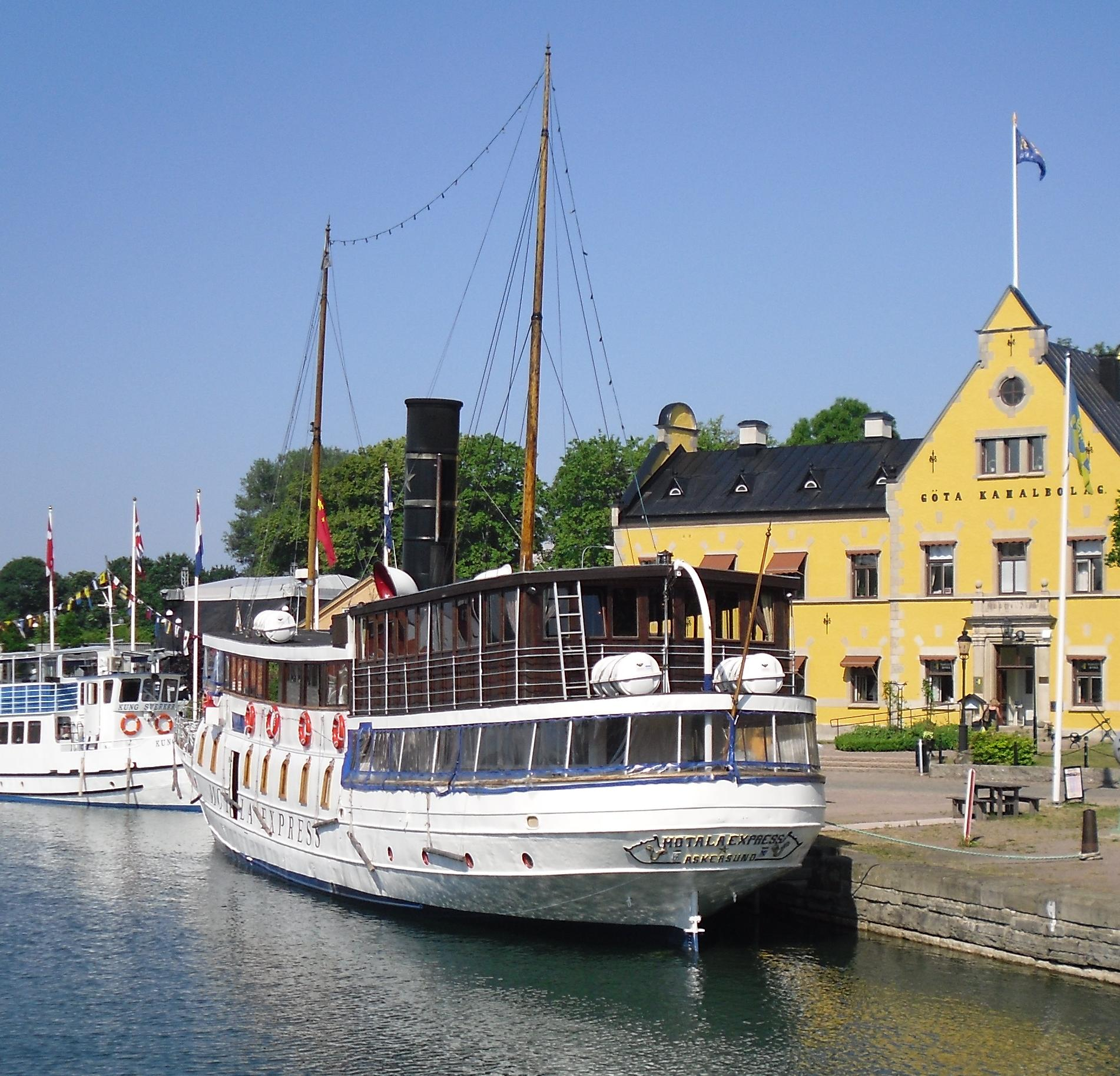
Motala am Götakanal
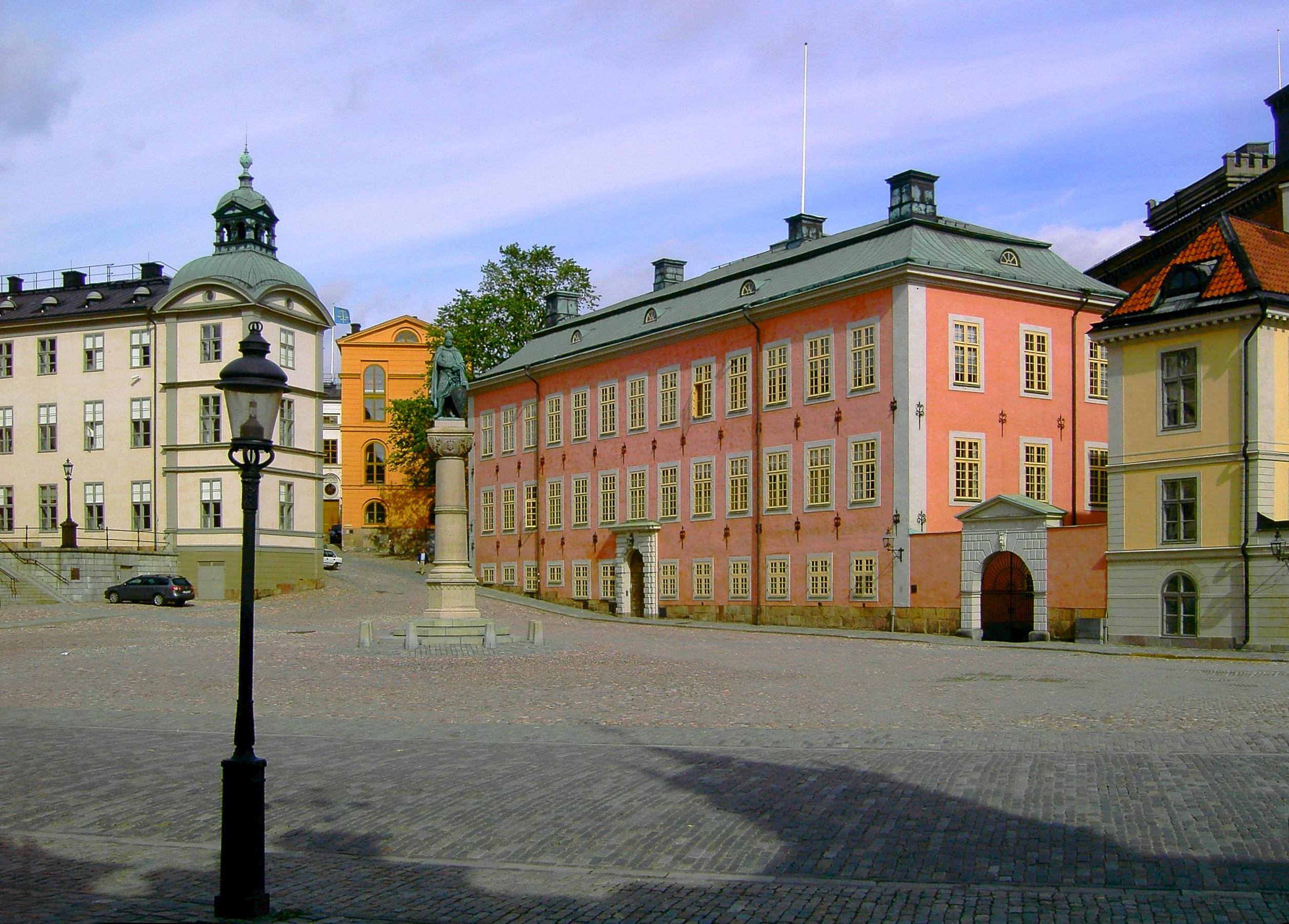
Birger Jarls Torg (Stockholm)
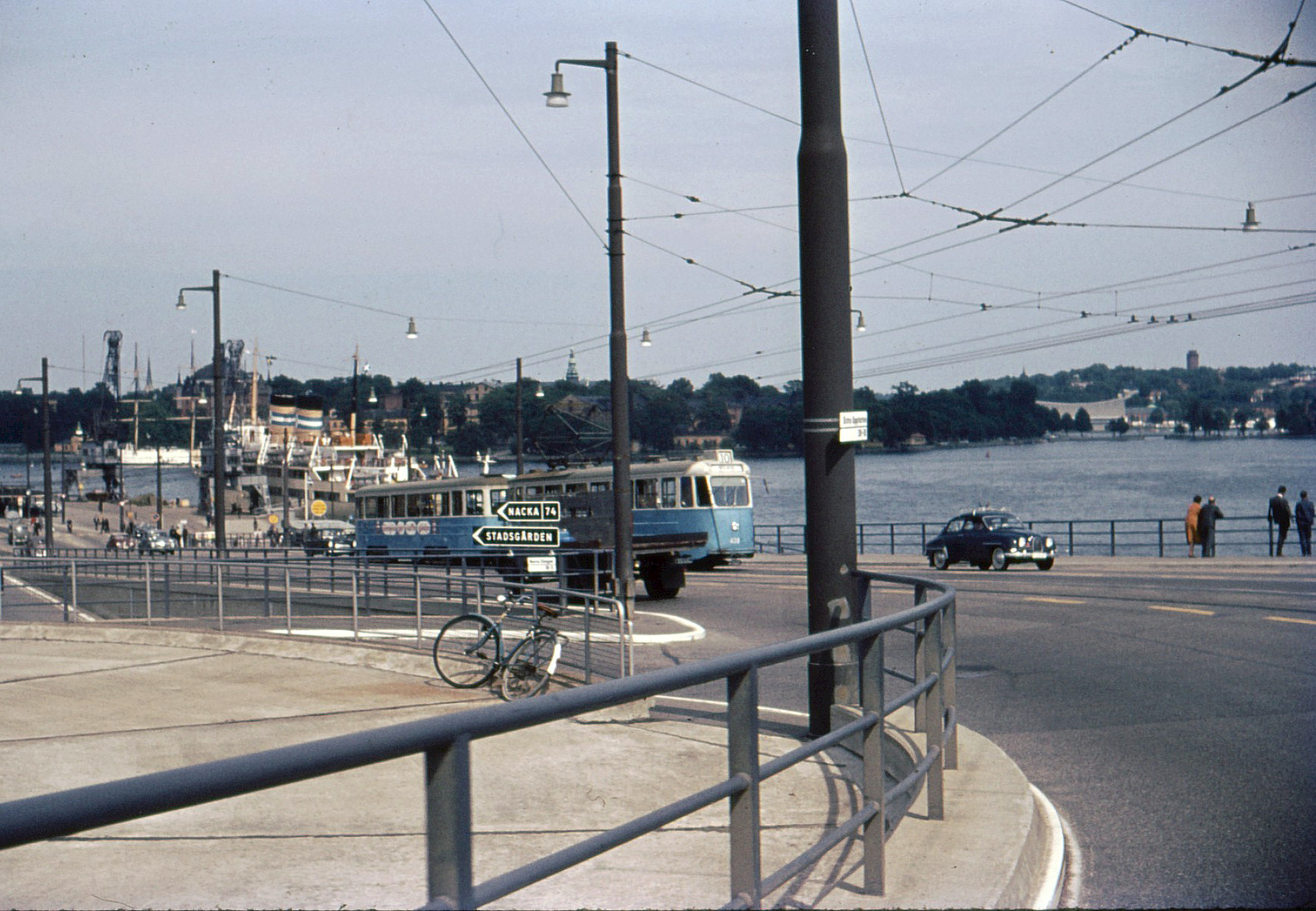
Slussen (Stockholm), 1963
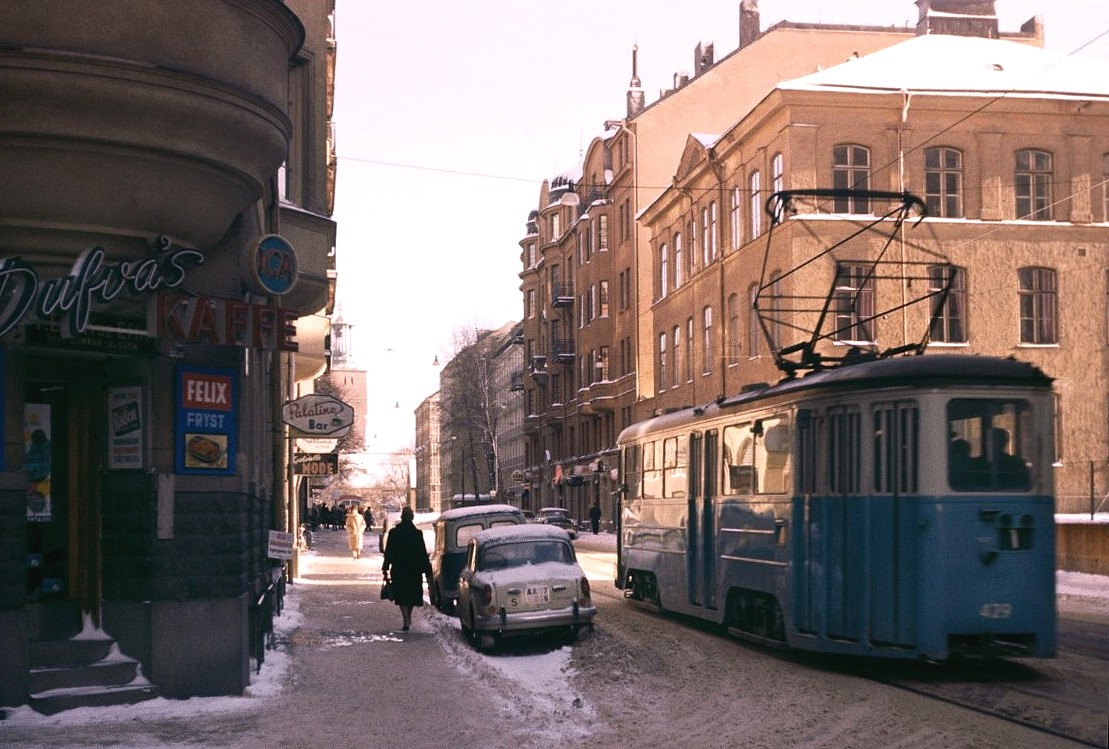
Hantverkargatan (Stockholm), 1963
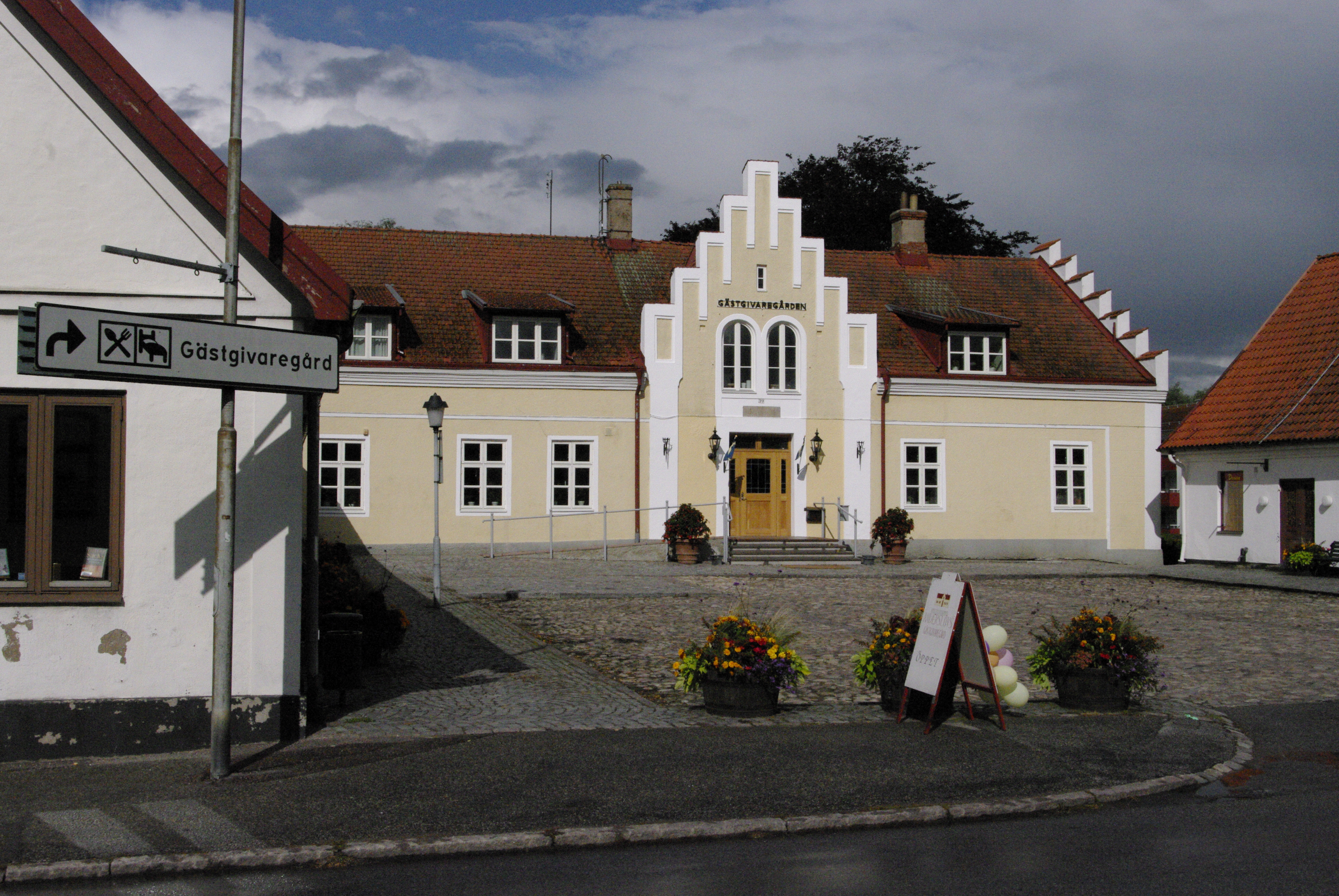
Anderslöv
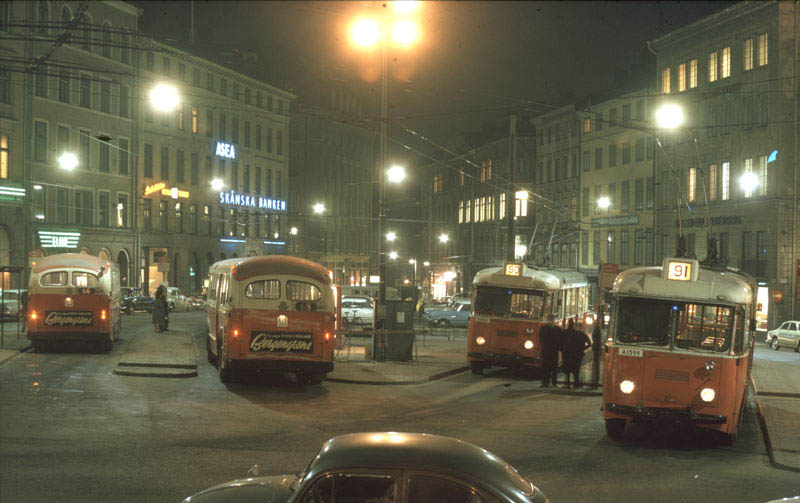
Busse in Stockholm, 1964
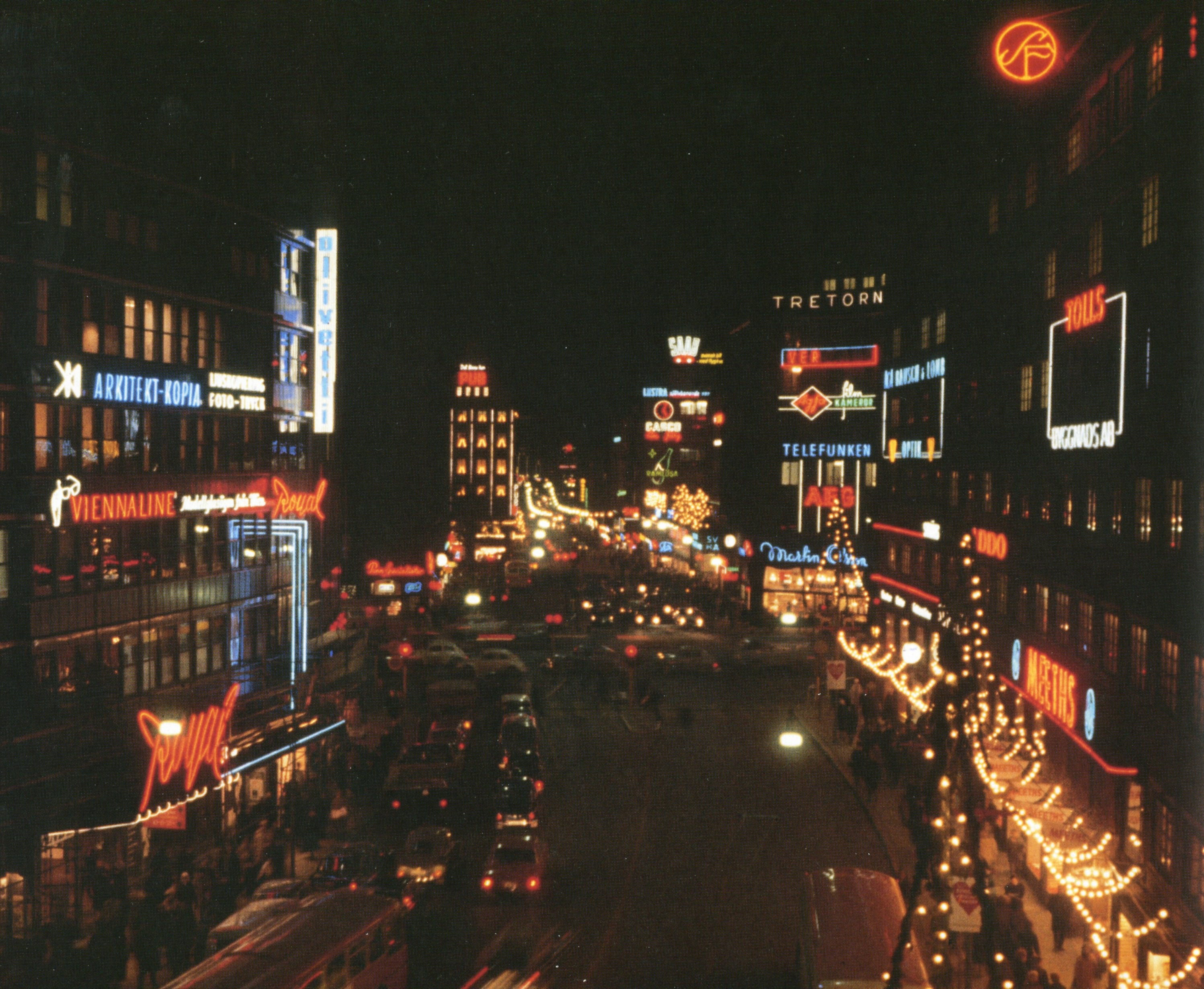
Kungsgatan/Sveavägen (Stockholm), 1965
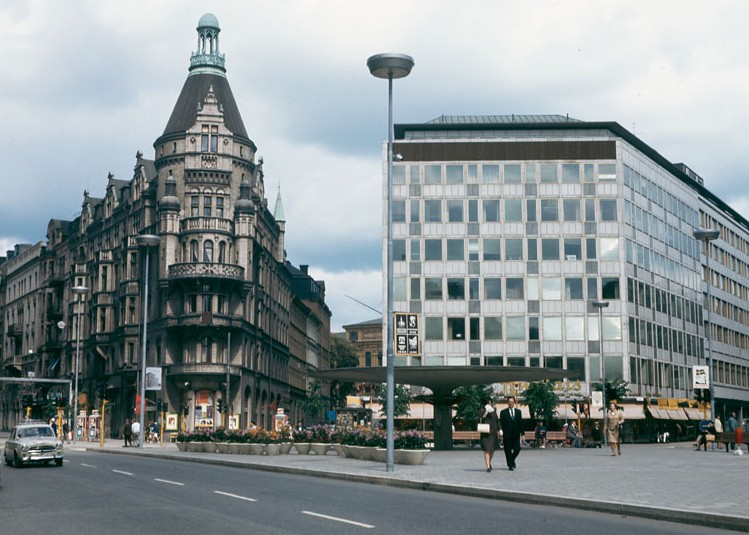
Stureplan (Stockholm), 1968
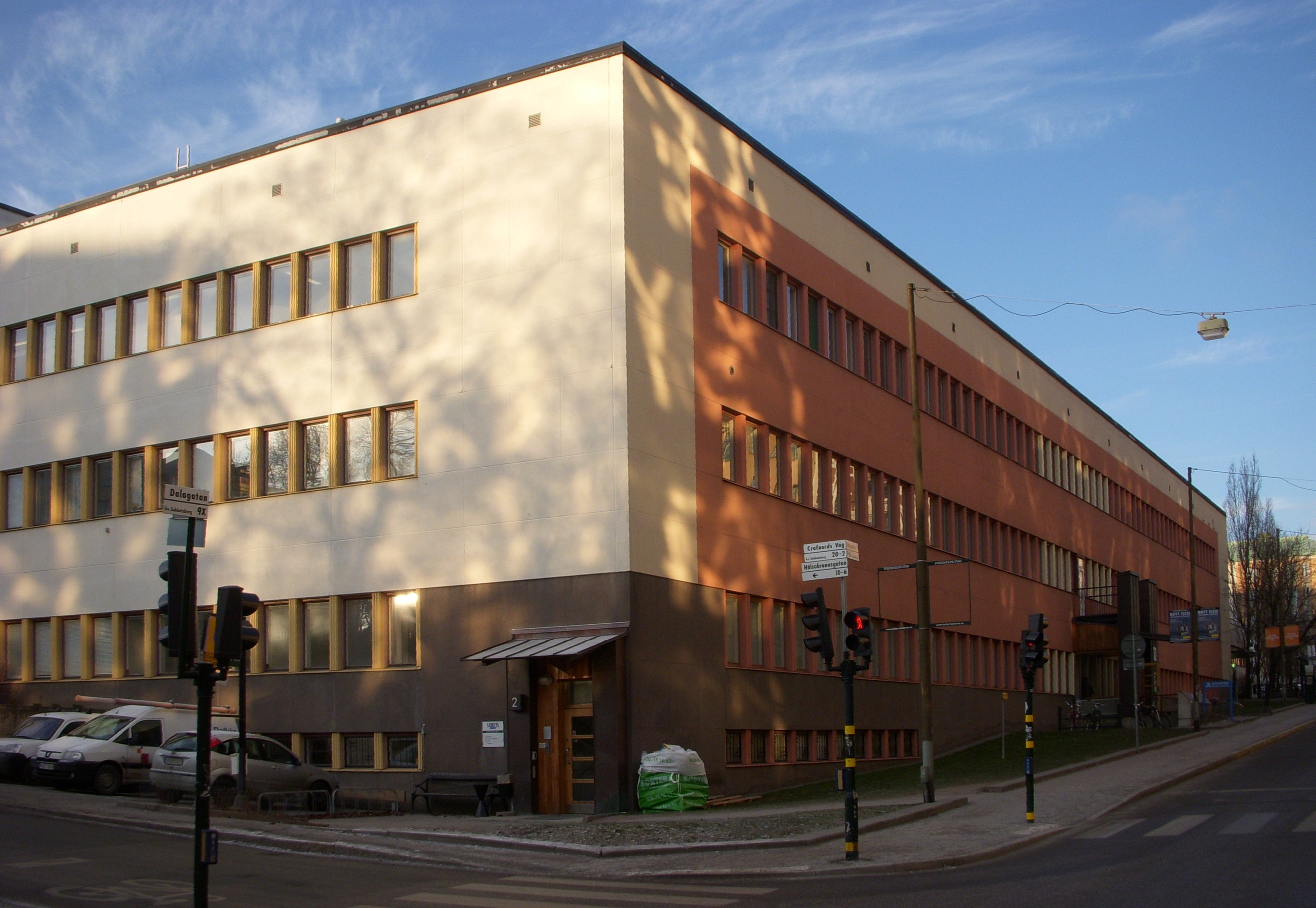
Sabbatsberg-Krankenhaus (Stockholm)
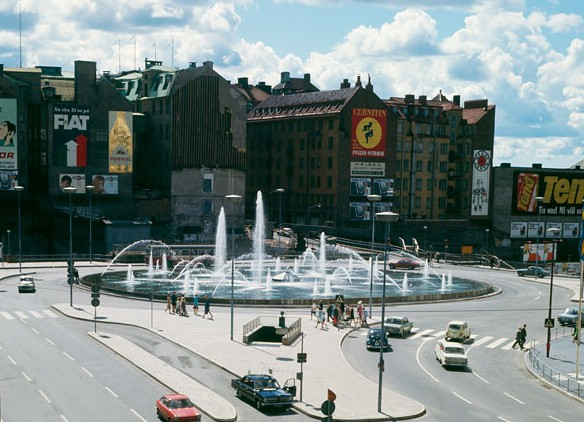
Sergels torg (Stockholm), 1968
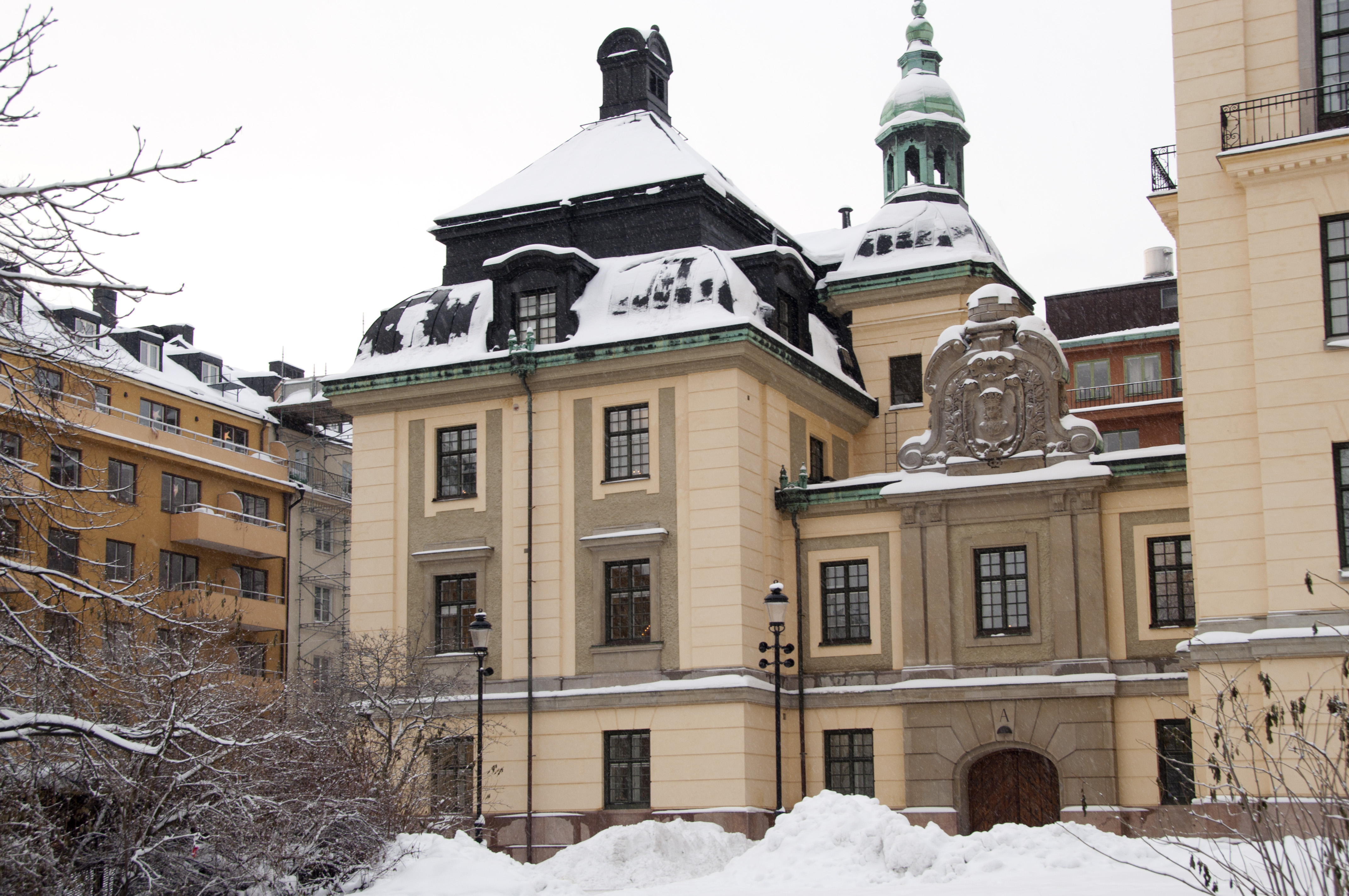
Das alte Stockholmer Polishus
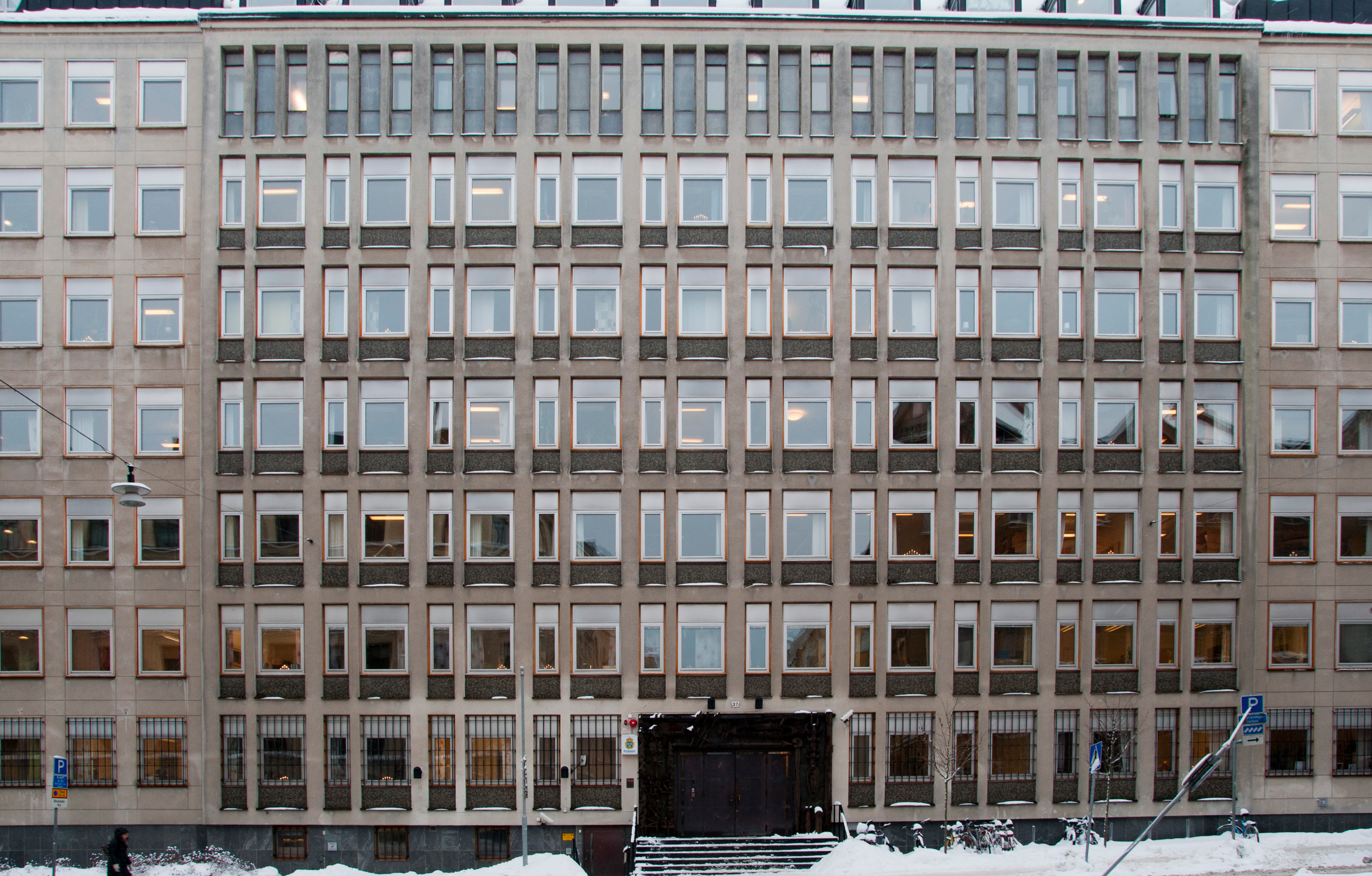
Das 1972 neu errichtete Stockholmer Polishus

- Stockholm
  - Kungsholmen
  - Södermalm
  - Östermalm
  - Slussen
  - Gamla stan
  - Sveavägen
- Motala
- Budapest
- Malmö

## Personen

### Martin Beck
Martin Beck steht im Zentrum der Romane. Er ist zunächst Erster Kriminalassistent bei der Reichsmordkommission in Stockholm und steigt später zum Kommissar und Leiter dieser Kommission auf. Zu Beginn der Reihe führt er eine unglückliche Ehe, trennt sich aber später von seiner Frau. Er hat zwei Kinder; mit dem jüngeren Sohn Rolf versteht er sich nicht sehr gut, aber zu seiner Tochter Ingrid hat er ein gutes Verhältnis. Nach der Trennung bezieht Beck eine Junggesellenwohnung in Stockholms Gamla Stan (der Altstadt) und lernt im Band Verschlossen und verriegelt Rhea Nielsen kennen, mit der er eine Beziehung beginnt. Sein bester Freund ist sein Arbeitskollege Lennart Kollberg. Martin Beck ist ruhig, enthält sich politischer Kommentare und hegt trotz seiner vergleichsweise hohen Stellung keine beruflichen Ambitionen. Vor allem nachdem er am Ende des Bandes Das Ekel aus Säffle im Dienst angeschossen wird und mehrere Monate dienstunfähig ist, hat er Angst davor, befördert zu werden und nur noch am Schreibtisch sitzen zu müssen. In seiner Freizeit widmet er sich dem Schiffsmodellbau und liest Bücher über alte Segelschiffe. Martin Beck ist lange Zeit Raucher, verzichtet aber nach seiner Genesung von der Schussverletzung darauf, wieder damit anzufangen. Grund dafür ist, dass das staatliche Tabakmonopol die Produktion seiner bevorzugten Sorte „Florida“ mit Pappmundstück eingestellt hat und sich Beck an eine andere Sorte nicht gewöhnen kann.

### Lennart Kollberg
Lennart Kollberg ist Martin Becks direkter Untergebener und sein engster Vertrauter. Er gilt als intelligent und fähig, obgleich er aufgrund seiner Leibesfülle bisweilen Spott auf sich zieht. Seitdem er als Streifenpolizist versehentlich einen Kameraden erschossen hat, lehnt er den Einsatz von Schusswaffen grundsätzlich ab. Kollberg entwickelt sich im Laufe der Serie zu einem radikalen Kritiker der Methoden und Strukturen der schwedischen Polizei; gegen Ende der Reihe verlässt er die Polizei aus diesem Grund.

### Gunvald Larsson
Gunvald Larsson ist Erster Kriminalassistent und als solcher Martin Beck unterstellt. Er kommt ursprünglich aus einer wohlhabenden Familie, verachtet jedoch den in seinen Augen dekadenten Lebenswandel seiner Verwandten, weshalb er sich erst als Marinesoldat und Matrose, später als Polizist verdingt hat. Wegen seines oft rüpelhaften Auftretens und teils zweifelhaften Methoden ist er unter seinen Kollegen, vor allem bei Lennart Kollberg, eher unbeliebt und nur mit Einar Rönn befreundet.

### Fredrik Melander
Fredrik Melander arbeitet zunächst bei der Mordkommission, wird aber später zum Diebstahlsdezernat versetzt und tritt gegen Ende der Reihe eher in den Hintergrund. Melander gilt als langweilig und ist dafür bekannt, einen Großteil seiner Dienstzeit auf der Toilette zu verbringen, verfügt allerdings über ein sehr umfassendes und genaues Gedächtnis.

### Einar Rönn
Der Erste Polizeiassistent Einar Valentino Rönn stammt aus Norrland und gilt nicht als überragender, jedoch als tüchtiger und sorgfältiger Polizist. Er ist der einzige Freund von Gunvald Larsson in der Reichsmordkommission, versteht sich aber eher schlecht mit Martin Beck.

### Per Månsson
Per Månsson ist Polizist in Malmö, das im Kontrast zur lauten Großstadt Stockholm als ruhig und von den gesellschaftlichen Veränderungen noch weitgehend unberührt beschrieben wird. Martin Beck arbeitet bei einigen Fällen mit ihm zusammen und die beiden stehen sich auch persönlich recht nahe.

### Benny Skacke
Benny Skacke ist ein ambitionierter junger Polizist, der sich den Aufstieg zum Polizeipräsidenten zum Ziel gesetzt hat. Er arbeitet zunächst bei der Reichsmordkommission, lässt sich dann aber wegen eines durch seine Schuld fast fehlgeschlagenen Einsatzes zeitweilig zu Per Månsson nach Malmö versetzen.

### Karl Kristiansson und Kurt Kvant
Kvant und Kristiansson sind zwei Streifenpolizisten, die stets zusammen Einsätze fahren. Kvant ist redselig und impulsiv, während Kristiansson wortkarg ist, sich aber ständig von Kvant Geld für Sportwetten leiht. Beide sind Schonen, nicht sonderlich diensteifrig und verstoßen wiederholt – teils aus Faulheit, teils wegen mangelnden Bewusstseins der Einsatzregeln – gegen polizeiliche Grundsätze und behindern so die Ermittlungen, wodurch sie den Zorn Gunvald Larssons zu spüren bekommen. Sie werden von Sjöwall und Wahlöö als exemplarisch für die Unfähigkeit der Polizei im Allgemeinen dargestellt, handeln jedoch im Gegensatz zu anderen Polizisten nicht übertrieben feindselig. Kvant stirbt im siebten Band der Reihe, als er von einem amoklaufenden Expolizisten erschossen wird. Kvants Nachfolger als Partner von Kristiansson wird Kenneth Kvastmo.

## Verfilmungen

### Übersicht der Filme
| Jahr | Land                        | Titel                                                | Buchvorlage                         | Hauptrollen                                                                                                 |
| ---- | --------------------------- | ---------------------------------------------------- | ----------------------------------- | --- |
| 1967 | Schweden                    | Roseanna                                             | Die Tote im Götakanal               | - Karl Evert „Keve“ Hjelm – Martin Beck - Gio Petré – Roseanna McGraw - Hans Ernback – Folke Bengtsson      |
| 1973 | USA                         | Massenmord in San Francisco (The Laughing Policeman) | Endstation für neun                 | - Walter Matthau – Jake Martin - Bruce Dern – Leo Larsen - Louis Gossett Jr. – James Larrimore              |
| 1976 | Schweden                    | Der Mann auf dem Dach (Mannen på taket)              | Das Ekel aus Säffle                 | - Carl-Gustaf Lindstedt – Martin Beck - Sven Wollter – Lennart Kollberg - Thomas Hellberg – Gunvald Larsson |
| 1980 | Deutschland Ungarn Schweden | Der Mann, der sich in Luft auflöste                  | Der Mann, der sich in Luft auflöste | - Derek Jacobi – Martin Beck - Lasse Strömstedt – Lennart Kollberg - Thomas Oredsson – Alf Mattson          |
| 1992 | Niederlande Belgien         | Beck – De gesloten kamer                             | Verschlossen und verriegelt         | - Jan Decleir – Martin Beck                                                                                 |

### Die Darsteller
Karl Evert „Keve“ Hjelm (* 23. Juni 1922 Gnesta, Södermanlands län, Schweden; † 3. Februar 2004 Stockholm, Stockholms län, Schweden)
Der erfolgreiche schwedische Schauspieler war der erste Darsteller des dienstmüden Kommissars in dem Film Roseanna, der nur zwei Jahre nach dem Buch gedreht wurde und später mit Gösta Ekman neu verfilmt wurde. Keve Hjelm hatte seine letzte Rolle als Karl Wallander  in der Mankell-Verfilmung Die fünfte Frau.

### Erste Serie 1993/1994
1993 und 1994 wurden zunächst sechs Verfilmungen von Originalromanen des Autorenpaars produziert. Darsteller waren Gösta Ekman als Kommissar Martin Beck, Kjell Bergqvist als Lennart Kollberg, Rolf Lassgård als Gunvald Larsson und Niklas Hjulström als Benny Skacke.
In der Episode Der Tod läuft mit spielte auch die deutsche Schauspielerin Corinna Harfouch eine Rolle. In fünf der sechs Filme hatte Maj Sjöwall einen kleinen Auftritt.
Die deutsche Erstausstrahlung von Der Mann auf dem Balkon erfolgte im Juli 1994 auf RTL, die restlichen Filme wurden dort im Oktober/November 1995 zum ersten Mal gezeigt.
| Nummer | Originaltitel            | Deutscher Titel                                      | Rolle von Maj Sjöwall                          |
| ------ | ------------------------ | ---------------------------------------------------- | ---------------------------------------------- |
| 1      | Brandbilen som försvann  | Alarm in Sköldgatan                                  | Die Dame, die neben Beck im Flugzeug sitzt     |
| 2      | Mannen på balkongen      | Der Mann auf dem Balkon                              | Die Lehrerin                                   |
| 3      | Roseanna                 | Die Tote aus dem Göta Kanal                          | Die Sekretärin in der Polizeistation in Motala |
| 4      | Polismördaren            | Der Polizistenmörder                                 | nicht genau bezeichnet                         |
| 5      | Polis, polis, potatismos | Und die Großen läßt man laufen – Ein Vater sieht rot | ---                                            |
| 6      | Stockholm Marathon       | Stockholm Marathon: Der Tod läuft mit                | Die Dame mit der Startpistole                  |

### Die neuen Fälle
1997/1998 begann die schwedisch-deutsche Koproduktion einer neuen Serie, die bis 2016 42 Folgen umfasst. Da die Filme nicht auf den Originalromanen, sondern nur auf Personen und einzelnen Motiven daraus beruhen, wurde die Serie zunächst unter dem Titel Kommissar Beck – Die neuen Fälle vermarktet, erst ab der zweiten Staffel hieß sie dann wieder Kommissar Beck.

## Hörspiele
Zwischen 1978 und 1995 sind alle zehn Romane der Reihe je einmal als Radiohörspiel bei verschiedenen öffentlich-rechtlichen deutschen Rundfunkstationen produziert worden.

### Produktionen desSWF/WDR
| Titel                          | Jahr | Bearbeitung                         | Regie                | Musik                | Sprecher | Länge    |
| ------------------------------ | ---- | ----------------------------------- | -------------------- | -------------------- | --- | -------- |
| Die Tote im Götakanal          | 1978 | Sebastian Goy, Peter Michel Ladiges | Peter Michel Ladiges | Hans-Martin Majewski | Erzähler: Rita Russek, Matthias Ponnier; Beck: Charles Wirths; Inga Beck: Heta Mantscheff; Kollberg: Hubert Suschka; Ahlberg: Herbert Stass; Bentsson: Ernst Jacobi u. a. | 60 Min.  |
| Endstation für neun            | 1978 | Sebastian Goy                       | Peter Michel Ladiges | Hans-Martin Majewski | Erzähler: Hans Peter Hallwachs, Matthias Ponnier; Beck: Charles Wirths; Inga Beck: Heta Manscheff; Kollberg: Hubert Suschka; Larsson: Horst Frank; Mansson: Benno Sterzenbach; Malm: Gert Haucke; Rönn: Christian Brückner; Melander: Helmut Wöstmann u. a.                                              | 110 Min. |
| Und die Großen läßt man laufen | 1978 | Yaak Karsunke                       | Peter Michel Ladiges | Hans-Martin Majewski | Erzähler: Hans Peter Hallwachs, Matthias Ponnier; Beck: Charles Wirths; Mansson: Benno Sterzenbach; Kollberg: Hubert Suschka; Larsson: Horst Frank; Rönn: Christian Brückner; Malm: Gert Haucke u. a. | 108 Min. |
| Der Polizistenmörder           | 1978 | Sebastian Goy                       | Peter Michel Ladiges | Hans-Martin Majewski | Martin Beck: Charles Wirths; Lennart Kollberg: Hubert Suschka; Folke Bengtsson: Ernst Jacobi; Herrgott Nöjd: Heinz Meier; Bertil Mård: Heinz Schimmelpfennig; Per Mansson: Benno Sterzenbach u. a. | 195 Min. |
| Das Ekel aus Säffle            | 1979 | Walter Adler                        | Klaus Wirbitzky      | Hans-Martin Majewski | Erzähler: Michael Thomas, Marianne Lochert; Beck: Charles Wirths; Rönn: Christian Brückner; Larsson: Horst Frank; Kollberg: Herbert Fleischmann; Melander: Helmut Wöstmann; Malm: Gert Haucke; Günther Sauer; Eva Pflug; Gunther Beth; Harry Kalenberg u. a.                                             | 50 Min.  |
| Verschlossen und verriegelt    | 1979 | Richard Hey                         | Klaus Wirbitzky      | Hans-Martin Majewski | Erzähler: Michael Thomas, Marianne Lochert; Beck: Charles Wirths; Kollberg: Herbert Fleischmann; Larsson: Horst Frank; Rönn: Christian Brückner; Zachrisson: Mogens von Gadow; Kwastmo: Peter Heusch; Monita: Kornelia Boje; Mauritzon: Gernot Duda; Mann: Klaus Mehrländer; Olsson: Helmut Brasch u. a. | 99 Min.  |
| Die Terroristen                | 1979 | Walter Adler                        | Klaus Wirbitzky      | Hans-Martin Majewski | Erzähler: Hans Peter Hallwachs, Matthias Ponnier; Beck: Charles Wirths; Larsson: Horst Frank; Malm: Gert Haucke; Rönn: Christian Brückner; Nielsen: Marianne Mosa; Skakke: Charles Brauer; Olsson: Helmut Brasch; Kollberg: Herbert Fleischmann; Melander: Helmut Wöstmann u. a.                         | 48 Min.  |

### Produktionen desHR/SWF
| Titel                               | Jahr | Bearbeitung    | Regie              | Sprecher | Länge   |
| ----------------------------------- | ---- | -------------- | ------------------ | --- | ------- |
| Der Mann, der sich in Luft auflöste | 1980 | Peter Knorr    | Frank Erich Hübner | Horst Michael Neutze; Hubert Suschka; Arnold Marquis; Sabine Postel; Matthias Ponnier; Olaf Bison; Karl Friedrich; Robert Seibert; Henning Venske | 61 Min. |
| Der Mann auf dem Balkon             | 1983 | Henning Venske | Henning Venske     | Bodo Primus; Kornelia Boje; Peter Bauer; Lieselotte Bettin; Rolf Beuckert; Edgar M. Böhlke; Wilfried Elste; Sophie Engelke; Armas Sten Fühler     | 59 Min. |

### Produktion desNDR
| Titel               | Jahr | Bearbeitung/Regie | Musik            | Sprecher | Länge   |
| ------------------- | ---- | ----------------- | ---------------- | --- | ------- |
| Alarm in Sköldgatan | 1995 | Peter M. Ladiges  | Hans-M. Majewski | Erzähler: Matthias Ponnier; Beck: Horst Mendroch; Larsson: Matthias Fuchs; Kolberg: Günter Lampe; Rönn: Uli Krohm; Zachrisson: Edgar Hoppe; Melander: Ulli Lothmanns | 45 Min. |

## Auszeichnungen
Der Band Endstation für neun wurde 1971 mit dem Edgar Allan Poe Award als bester Kriminalroman ausgezeichnet.

## Nachwirkung
Die Romanreihe beeinflusste Henning Mankell bei der Ausarbeitung seiner elfteiligen Krimireihe mit der Hauptfigur Kurt Wallander. Maj Sjöwall äußerte sich dazu 2005 folgendermaßen: „Henning Mankell ist einer, der sich an unseren Figuren orientiert hat. Er schickte mir sein erstes Buch mit einer Widmung; ‚Danke für die Inspirationen‘.“ Allerdings hielt sich ihre Begeisterung über die Adaption in Grenzen: „Mankells Bücher beschreiben nur den Zustand der Gesellschaft. Die Missstände, die er aufzeigt, sind so deutlich, dass jeder sie erkennt. Außerdem gibt er vor, realistisch zu schildern. Aber er überzieht stark, ist sehr brutal und schreibt ohne Humor.“